# Rezerwat przyrody Cisy Boleszkowickie
Rezerwat przyrody „Cisy Boleszkowickie” – rezerwat florystyczny o powierzchni 9,38 ha, położony w województwie zachodniopomorskim, w powiecie myśliborskim, w gminie Boleszkowice. Jest usytuowany niespełna 2 km na południe od Boleszkowic, po zachodniej stronie drogi krajowej nr 31 i 1,5 km na północny wschód od linii kolejowej (4,5 km na południowy wschód od stacji kolejowej Boleszkowice).
Rezerwat został utworzony zarządzeniem Ministra Ochrony Środowiska, Zasobów Naturalnych i Leśnictwa z dnia 27 czerwca 1995 r. w sprawie uznania za rezerwat przyrody.
Celem ochrony jest zachowanie ze względów naukowych i edukacyjnych stanowiska cisów (Taxus baccata – około 440 okazów) w różnych fazach rozwojowych.
Drzewostan mieszany sprawia wrażenie założenia parkowego. Jest bardzo możliwe, że cis został tu sztucznie wprowadzony nasadzeniami (dawny park dworski?). Możliwe też, że cisy pojawiły się w sposób naturalny – z nasion przyniesionych przez ptaki. Legenda na temat powstania rezerwatu mówi: "(...) kiedy to gospodarzem gminy Boleszkowice była rodzina von Finckestein, hrabia von Finckestein po każdym udanym polowaniu na zwierzynę grubą sadził cisa. Ponieważ polował długo i las nie szczędził mu zwierzyny, do II wojny światowej cisowy zagajnik rozrósł się do kilku hektarowej powierzchni. Po wojnie leśnicy pieczołowicie chronili ten cenny fragment lasu".
Prócz cisa, starodrzew stanowi dąb szypułkowy (Quercus robur) i sosna zwyczajna (Pinus silvestris).
Młodsze piętro drzewostanu i podrost tworzą: lipy, jawory, leszczyny, świerki, robinie, graby, buki i cisy. Podszyt tworzą poza ww. gatunkami także czeremcha amerykańska, porzeczka alpejska, mahonia. W runie dominuje wiechlina gajowa i śmiałek pogięty.
Z roślin chronionych rosną tu: paprotka zwyczajna (Polypodium vulgare), bluszcz pospolity (Hedera helix), kruszyna pospolita (Rhamnus frangula), konwalia majowa (Convallaria majalis).
Obszar rezerwatu objęty jest ochroną czynną.
Nadzór: Nadleśnictwo Dębno.